# Rosie Huntington-Whiteley

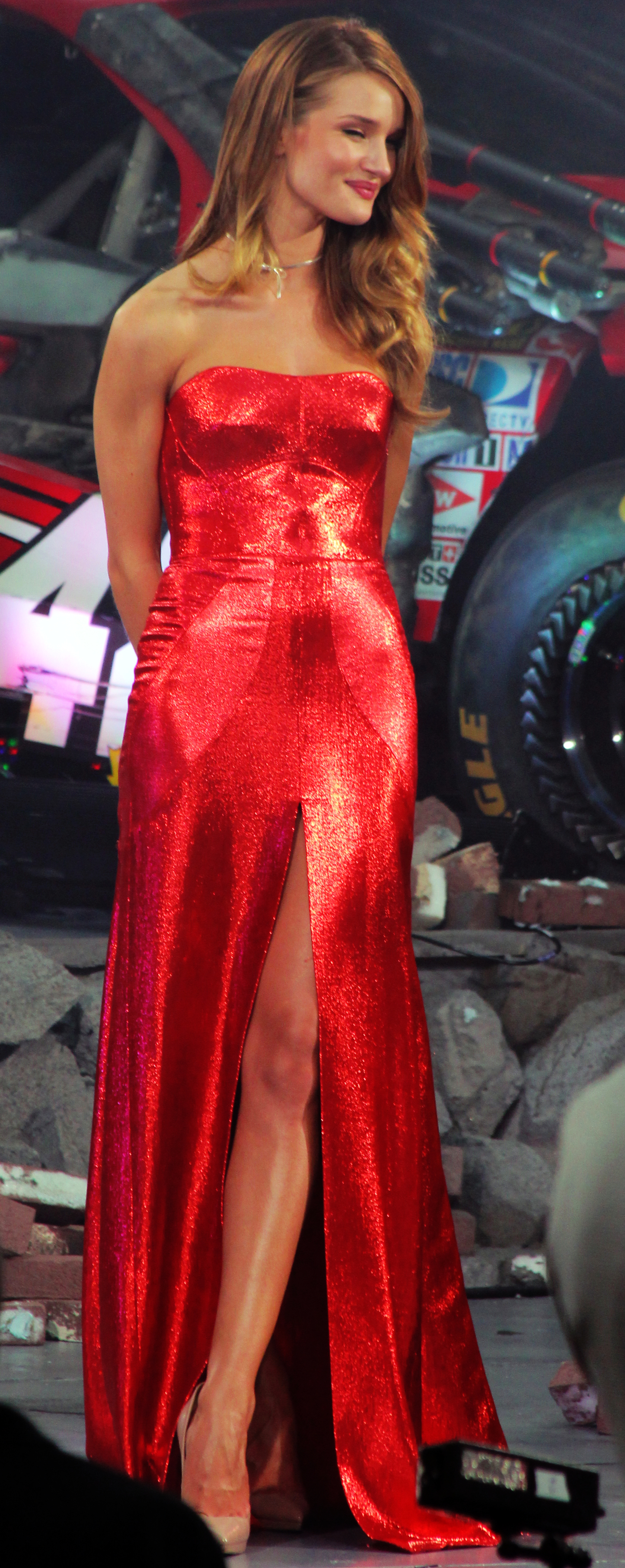
Huntington-Whiteley la premiera Transformers: Fața ascunsă a Lunii.

Rosie Alice Huntington-Whiteley (n. 18 aprilie 1987, Plymouth, Devon, Anglia) este un fotomodel britanic, actriță, designer și femeie de afaceri. Ea devine cunoscută de când lucrează la agenția de modă Victoria’s Secret, fiind unul dintre "îngerii" acestui brand, pentru colaborarea sa artistică cu brandul de modă denim-concentrat Paige.
Mergând în actorie, ea a devenit cunoscută pentru rolurile sale ca și Carly Spencer în filmul Transformers: Fața ascunsă a Lunii, cea de-a treia tranșă din seria de filme Transformers și ca The Splendid Angharad în filmul din 2015 Mad Max: Drumul furiei.